# 牛島謹爾
牛島 謹爾（うしじま きんじ、1864年2月13日（文久4年1月6日） - 1926年（大正15年）3月27日）は、実業家。アメリカに移民し、「馬鈴薯王」と呼ばれた。勲四等、雅号に別天。現地ではジョージ・シマの名で親しまれた。妻は同志社総長, 下村孝太郎の妹である.

## 人物
- 筑後国三潴郡鳥飼村（現福岡県久留米市）に農家の三男として生まれる。
- 1878年八女郡山内村（現八女市）の「中州中学校」に入学
- 1881年八女郡北川内村（現八女市）「北汭義塾」にて塾主の江碕済に師事、当時「清吉」だった名前を江碕済が「論語」から引用して、「謹爾」と改名させた[1]。
- 1885年に上京して漢学塾二松學舍（現二松學舍大学）に入塾、三島中洲に師事する。彼の農園「別天地園」は三島の命名による。（大正2年5月15日付、渋沢栄一書簡「別天地園」より）東京商業学校（現一橋大学）予科進学も、東京商業学校本科不合格。
- 1888年に渡米。はじめサンフランシスコのアメリカ人家庭で働きながら英語を学ぶ。ともに米国で苦学した友人の牧野義雄によると、負けず嫌いの牛島は「毛唐に使われるのは嫌だ」と言って、家の使用人はせず、煙突掃除などで稼いでいたという[2]。のちカリフォルニア州ストックトン地方の荒地を開拓して、苦闘のすえ良種のジャガイモの大量生産に成功。カリフォニア州の5割以上、アメリカ全体の1割のじゃがいもの生産額をこの農園で占めていた。[3]。6万エーカーを超す大農園を起こし〈馬鈴薯王、ポテト王〉とよばれた。
- また1908年に結成された在米日本人会の初代会長として、排日運動の緩和につとめるなど、大きな功績をあげた。1926年、日本へ帰国する途中、ロサンゼルスで脳溢血で死亡[4]。死後、その功績に対し、勲四等旭日小綬章が追贈された。
- 倹約家であり、日本で開かれた送別会では、牛島のみ煮豆だけで酒を飲み明かしたというエピソードもある。
- 福沢諭吉を尊敬していた。

## 栄典
- 1915年（大正4年）11月10日  - 勲五等双光旭日章[5]